# 砷酸镝
砷酸镝是镝的砷酸盐，化学式为DyAsO4。它有着很好的热稳定性，其pKsp,c为23.83±0.06。砷酸镝具有ZrSiO4结构。

## 制备
砷酸镝可由砷酸钠（Na3AsO4）和氯化镝（DyCl3）在溶液中反应制得：
Na3AsO4 + DyCl3 → 3 NaCl + DyAsO4↓